# Journal of Network and Systems Management
Journal of Network and Systems Management is een internationaal, aan collegiale toetsing onderworpen wetenschappelijk tijdschrift op het gebied van de informatiesystemen en telecommunicatie. De naam wordt in literatuurverwijzingen meestal afgekort tot J. Netw. Syst. Manag. Het wordt uitgegeven door Springer Science+Business Media.